# Перцина, Джанель
Джане́ль Мари́ Перци́на (англ. Janelle Marie Pierzina; 10 января 1980, Гранд-Рапидс, Миннесота, США) — американская актриса, фотомодель и телевизионная персона.

## Биография
Джанель Мари Перцина родилась 10 января 1980 года в Гранд-Рапидсе (штат Миннесота, США) в семье Кевина и Энн (в девичестве Киллиан) Перцина.

## Карьера
Джанель дебютировала в кино в 2001 году, сыграв роль покровительницы в кафе в эпизоде «Один с ботинками Моники» телесериала «Друзья». Всего Перцина сыграла в 6-ти фильмах и телесериалах. Также она является фотомоделью и телевизионной персоной.

## Личная жизнь
С 12 июня 2010 года Джанель замужем за Джессом ДеСанто. У супругов есть трое детей: дочь Вайолет Энн ДеСанто (род.14.12.2011), сын Линкольн Уильям ДеСанто (род.10.08.2013) и ещё одна дочь — Стелла Роуз ДеСанто (род.26.09.2014).